# 駱駝城
駱駝城古城位於甘肅省高台縣城西南二十公里處。先是1994年七月，甘肅省高台縣公安處破獲一起盜掘駱駝城墓葬畫像磚案，因此派人協同高台縣博物館處，協助出土的畫像以及現場進行調查，被盜畫像磚已經收藏進高台縣博物館。1998年因駱駝城東南防洪壩施工，先行清理早期被盜古墓葬。2001年六七月，甘肅省文物考古研究所對高台縣駱駝城遺址及墓葬區進行清理挖掘。挖掘面積一千兩百平方公尺，分布四大墓群：土墩墓群、駱駝城南墓群、五座窖墓群、黃家皮代墓群，共計有三千餘座墓葬。2003年六月，為配合駱駝城防洪大壩建設，搶救駱駝城南七座的墓葬遺址。

## 墓葬
駱駝城始建於漢武帝元鼎年間（前116-前111），屬表氏縣，魏晉因襲。東晉咸康元年，前涼分置健康郡，後涼亦然。沮渠蒙遜遷姑臧後，仍置健康郡。北周時，郡廢併入張掖。唐武則天証勝元年（695）置健康軍，代宗大曆元年（766）陷於吐蕃，城廢。因此，駱駝城的年代橫跨漢晉五百年，其遺留能幫助我們觀察到多元民族的社會與生活樣態。
起初駱駝城引人注目的是留下豐富的墓葬畫像磚，1994年張掖地區文故館里辦公處與高台縣博物館的調查中，記錄被盜墓葬的地點、形制以及畫像的詳細資料。畫像磚的內容如農耕、放牧與車馬等當時日常生活，還有伏羲女媧、東王公西王母等神話、死後世界的想像。調查隊以其人物服飾、畫風與技法，比較河西同類墓葬，推斷此駱駝城畫像磚出現於魏晉時期。但這次發現並非正式的考古挖掘，只是記錄文物而已。
2001年甘肅省文物考古研究所以及高台縣博物館針對駱駝城進行考古挖掘。本次挖掘駱駝城四座城南墓葬，記錄包含墓葬形制、葬具及陪葬品、畫像磚及其內容。陪葬品除了豐富的木偶、木馬及陶器之外，也保存書寫文字的木簡。考古隊以出土器具以及畫像磚內容，與其他敦煌魏晉墓葬比較，將墓葬定年在魏晉時期。
2003年六月，為配合駱駝城防洪大壩建設，由敦煌研究院考古研究所與高台縣博物館合作，搶救挖掘駱駝城南七座墓葬。詳記墓葬形制、壁畫、葬具及陪葬品。此次挖掘的七座墓葬皆曾被盜墓，但仍有不少隨葬器物遺留下來，大多為陶器，也有漆器、木器、銅器、玉器和錢幣等。考古隊以藉墓葬形制、出土陶器類型、相對位置，將此次考古挖掘的七座墓葬分為兩類，主要以年代維主要差異，第一組在東漢中晚年、第二組有出土錢幣，因此推斷是東漢晚期。

## 駱駝城文書
墓券，又稱買地券、幽契等，材質大多是石頭、錦帛或木板。墓券的對象不是活人，而是向死者國度中的神祇訂立契約，希望為墓主在死後世界，保有個人的財產以及生活空間。駱駝城出土的文物中，也包含這類型的墓券，其中內容不僅僅是契約內容，同時記錄下許多當時社會中關於死亡的神祇。
劉樂賢研究關於耿少平與孫阿昭這兩位年輕夫妻的墓券，根據「耿氏男祥，自少平，年廿，命在金；孫氏女祥，字阿昭，年十五，命在土」其五行記述以及其後所說「自今相配合……時共和合」，推測這兩人是有婚姻關係。但其後卻寫說「塚前交車」，「共使千秋萬歲，不得犯害家人……生死異路，各有城郭，生人前行，死人卻略。」因此，提出這則墓券其實是當時的「冥婚文書」。劉樂賢藉著宋代《昨夢錄》、敦煌文書以及道教史料中關於「男祥鬼」和「女祥鬼」的記述，推論冥婚契約的書寫方式，以及相關冥婚文化表現出死亡與生命之間的關係與想像。駱駝城的墓券自秦漢以降一直發展到唐宋，表現中國傳統「死而不亡」的生死觀。死者與生者保持著一定的聯繫。藉著冥婚儀式，不僅只是安頓死後世界的秩序，同時希望死者不要輕擾現世生者的生活。
另一方面，趙雪野與趙萬鈞透過這則墓券，分析中國中古生死的想像與信仰。墓券提及「丘丞墓伯」，也曾見於洛陽朱書陶罐上，可說是中國最早的墓葬神祇。又有「太一」，又作「泰一」是傳說中的天神，之後也見於道教的神明系統。此外，也出現古代死者歸去之所「蒿里」與「四封」，基本上可以認識為「死後世界」的生活空間。這樣的死者空間，其實呼應著當時人的空間概念，一同出土的「卜宅圖」，顯示出陰陽之際的空間概念，也蘊含著五行和風水。
伴隨墓主下葬的不僅只有契約文書，同時還留著財產證明，被稱作「衣物疏」的木瀆。首見於駱駝城南墓群中的前涼墓葬，該墓是夫妻合葬，男主人名為趙雙；女主人稱為趙阿茲，兩人都留下屬於自己的衣物清冊。因此即便這墓葬已經被盜，僅剩下的支離破碎的材料。藉著這一份衣物疏，我們仍可以觀察到他們服飾規格和種類。高台縣博物館館長寇克紅對此深入研究，分類與深入討論服飾的性質和意義，從趙雙隨葬品中的「皂刀筆囊」、「筆」等書寫文具，推敲墓主在南北朝時的社會地位，應當屬於文職官員。並且從衣物的質料，觀察出駱駝城地區已經足夠生產絲綢，進而對外貿易。這些生活用品其實很難見於傳世文獻中，因此學者也竭力在出土文物中，探究衣物更清楚的細節。田河和秦鳳鶴針對墓券記載的「結髮」一詞進行討論，有些學者認為結髮是束冠的纓。但田河和秦鳳鶴比對同期吐蕃文書中的頭飾樣式，並核對傳世文獻資料的敘述和形容，認為結髮是一種束髮的頭巾。